# Синтез, Трон II
„Синтез, Трон II“ (на гръцки: Σύνθεσις, Θρόνος II) е картина от кипърския художник Андреас Хрисохос от 1969 г.
Картината е нарисувана с акрилни бои върху платно и е с размери 152 x 102 cm. Андреас Хрисохос, заедно със Стелиос Вотси, чрез артистичната и теоретичната си работа, има важна роля за въвеждането и постепенното разпространение на нефигуралните тенденции в изобразителното изкуство на Кипър. Тази картина се характеризира с органичност и асимилиране на основните версии на геометричната абстракция и илюзията за перспектива в стил оп арт, обогатени с внимателно съзерцание на византийското изкуство, с което е запознат още от ранна детска възраст.
Картината е част от колекцията на Държавната галерия за съвременно изкуство в Никозия, Кипър.